# Maltorne
La Maltorne est un affluent de la rive droite de l'Eure, située dans les départements des Yvelines et d'Eure-et-Loir et un sous-affluent de la Seine.

## Géographie
Elle prend sa source au nord-est de la commune de La Boissière-École, dans la forêt de Rambouillet, coule en direction du sud et se jette dans l'Eure à Chaudon. Dans le village de Bréchamps, la Maltorne est rejointe par son principal affluent : le Beaudeval. Cependant, à la suite de plusieurs recalibrages ainsi que des ouvrages d'œuvre sur le lit, le Beaudeval n'atteint plus son exutoire.

## Impact anthropique
De la même manière que de nombreux cours d'eau en France, la Maltorne subit les effets de l'activité humaine. Les principaux effets négatifs sont les suivants :
- le non-entretien des berges par des propriétaires de terrains mitoyens, qui conduit à une importante accumulation de débris végétaux dans la rivière (processus de consommation d'oxygène) ;
- des rejets domestiques et agricoles (fosses septiques personnelles ou de centres équestres, ruissellement des produits phytosanitaires...) ;
- la modification de la circulation de l'eau. La Maltorne compte un nombre important de surverses qui, d'une part entravent la libre circulation des espèces animales, et d'autre part entraînent un réchauffement de la rivière (en effet la surverse permet d'évacuer la couche d'eau supérieure qui est justement la plus chauffée).

## Communes traversées
- La Boissière-École (Yvelines)
- Mittainville (Yvelines)
- Saint-Lucien (Eure-et-Loir)
- Senantes (Eure-et-Loir)
- Coulombs (Eure-et-Loir)
- Bréchamps (Eure-et-Loir)
- Chaudon (Eure-et-Loir)